# Круті часи
«Круті часи» (англ. Harsh Times) — американський кінофільм, кримінальна драма режисера Девіда Ейера 2005 року.

## Сюжет
Джим Девіс щойно демобілізувався з армії. Він пройшов гарячу точку і тепер має намір трохи відпочити в компанії своїх друзів. І не просто відпочити, а по-справжньому відірватися. Так, щоб усе місто стояло на вухах. І хлопцям це вдається просто відмінно.

## У ролях
| Актор            | Роль           |
| ---------------- | -------------- |
| Крістіан Бейл    | Джим Девіс     |
| Єва Лонгорія     | Сільвія Алонзо |
| Фредді Родрігес  | Майк Алонзо    |
| Теммі Трулл      | Марта          |
| Террі Крюс       | Даррелл        |
| Ноель Гульємі    | Флако          |
| Джонатан Сіммонс | агент Річардс  |
| Кеннет Чой       | Фудзімото      |

## Знімальна група
- Режисер — Девід Ейер
- Продюсер — Девід Ейер, Андреа Сперлінг, Філіп Мартінес
- Композитор — Грем Ревелл